# Шон Гольдберг
Шон Гольдберг (івр. שון גולדברג, нар. 13 червня 1995, Тель-Авів) — ізраїльський футболіст, захисник клубу «Маккабі» (Хайфа) і національної збірної Ізраїлю.
Дворазовий володар Кубка Ізраїлю. Чемпіон Ізраїлю. 

## Клубна кар'єра
Народився 13 червня 1995 року в місті Тель-Авів. Вихованець футбольної школи клубу «Маккабі» (Тель-Авів). Дорослу футбольну кар'єру розпочав 2014 року в основній команді того ж клубу, в якій провів один сезон, взявши участь в одному матчі чемпіонату. 
Згодом з 2015 по 2018 рік грав на правах оренди за «Хапоель» (Тель-Авів), «Бней-Єгуда» та «Бейтар» (Єрусалим).
2018 року на правах повноцінного контракту приєднався до «Хапоеля» (Хайфа), звідки за рік перейшов до «Хапоеля» (Беер-Шева).
Влітку 2021 року став гравцем клубу «Маккабі» (Хайфа).

## Виступи за збірні
2010 року дебютував у складі юнацької збірної Ізраїлю (U-16), загалом на юнацькому рівні взяв участь у 34 іграх.
Протягом 2015–2017 років залучався до складу молодіжної збірної Ізраїлю. На молодіжному рівні зіграв у 8 офіційних матчах.
2022 року дебютував в офіційних матчах у складі національної збірної Ізраїлю.
2024 року став одним із гравців віком понад 23 роки, включених до заявки олімпійської збірної Ізраїлю для участі у футбольному турнірі на тогорічних Олімпійських іграх у Парижі.

## Титули і досягнення
- Чемпіон Ізраїлю (2):

«Маккабі» (Хайфа): 2021-2022, 2022-2023
- Володар Кубка Ізраїлю (2):

«Бней-Єгуда»: 2016-2017
«Хапоель» (Беер-Шева): 2019-2020
- Володар Суперкубка Ізраїлю (2):

«Маккабі» (Хайфа): 2021, 2023
- Володар Кубка Тото (2):

«Маккабі» (Тель-Авів): 2014-2015
«Маккабі» (Хайфа): 2021